# Жовтокам'янка
Жовтока́м'янка (до 1945 року — Орта-Мамай; крим. Orta Mamay) — село Євпаторійського району Автономної Республіки Крим.